# Адам Хмельовски
А̀дам Хиля̀ри Бѐрнард Хмельо̀вски по-известен като Свети Брат Алберт (на полски: Adam Hilary Bernard Chmielowski, Brat Albert; роден на 20 август 1846 г. в Иголомия, починал на 25 декември 1916 г. в Краков) е полски францискански монах, основател на религиозна конгрегация Албертини и Албертинки, революционер, художник, светец на римокатолическата църква, известен за неговата всеотдайна работа за бедните и бездомните.

## Биография

### Детство и младост
Адам Хмеловски се ражда в Иголомия като най-големия син на Юзефа Божиславска и Войчех Хмельовски. Бил е първото от общо четири деца. Кръщават го на 26 август 1846 г. без участието на свещеник, а на 17 юни 1847 г. в църквата „Посещение на Св. Богородица“ довършват церемонията по кръщението.
На 25 август 1853 г. Адам изгубва баща си. През 1855 г. получава стипендия и заминава да учи в Санкт Петербург, където започва своето образование в Корпуса на кадетите. От 1858 г., след като се мести във Варшава, продължава своето обучение в гимназията Ян Панкевич. През 1861 г. започва обучение в Политехническия институт в Нова Александрия (дн. Пулави), където се сприятелява с известния художник Максимилиан Геримски.
След смъртта на майка му (28 август 1859 г.), грижата за братът и сестрите на Адам поема сестрата на баща му – Петронела Хмельовска. Младият Адам продължава своето обучение в Политехническия институт в Пулави. По това време се включва в конспирационната дейност.
През 1863 г. се присъединява към Януарското въстание. Воюва в отрядите на Леон Франковски и Мариан Лангевич. След победата в битката при Гроховиска се мести в Галиция. Тук е пленен от австрийците и изпратен в Оломоуц на територията на тогавашната Хабсбургска монархия. През 1863 г. му се отдава възможност да избяга, той се връща в страната и отново се нарежда в редиците на въстаниците.
Бойният път на Адам Хмельовски приключва на 30 септември 1863 г., когато неговият отряд, воден от полковник Зигмунт Хмеленски, губи битката при Мелхув (Ченстоховски окръг), а той, ранен тежко в левия крак, отново попада в плен. След направената в примитивни условия (без упойка) ампутация на крайника, по-нататъшното му лечение се извършва в болница в Конецпол.
Заплашен от засилващите се репресии спрямо въстаниците, благодарение на усилията на семейството, се избавя от плен и през май 1864 г. се отправя към Париж. Тук благодарение на финансовата помощ на Полско-Френския комитет има възможност да продължи своето лечение и получава протеза от гутаперча, най-добрата по това време. След обявяване на амнистията през 1865 г. се връща във Варшава.

### Художествена дейност
Адам започва да учи рисуване във Варшава. Наложило се обаче да прекъсне заради неодобрението на настойниците, от които бил зависим след смъртта на родителите му. Заминава за политехническо обучение в Гент. След една година е приет в Художествената академия в Мюнхен. Там се сприятелява с много известни художници (Станислав Виткевич, Юзеф Хелмонски, Леон Вичулковски и др.). Рисува много и изпраща своите картини на изложби в Полша. Към този период принадлежат първите картини на религиозна тематика, например Wizja św. Małgorzaty, както и най-известната религиозна картина на Хмельовски Ecce Homo, която се намира в Краков, в църквата на Сетрите Албертинки.
Колекцията на Адам Хмельовски се състои от 61 картини с маслени бои, 22 акварелни и 15 рисунки. Едни от най-известните му творби са: След дуела, Момичето с кученцето, Гробище, Дамата с писмото, Бунтовник на кон, Залез, Амазонка.
- Портрет на Сигетински
- Италианско гробище
- Ecce Homo, 1879
- Czarnokozince
- Момиче с шапка
- Zawale
- Изоставен дом на енорийски свещеник

### Религиозна дейност
След като рисува картината Ecce Homo Адам Хмельовски преживява духовен прелом. На 24 септември 1880 г. постъпва в Йезуитския орден. След една година се отказва заради депресия и силен нервен срив. Покой намира едва във Францисканския орден. През 1884 г. се установява в Краков, където продължава да рисува, но все повече се ангажира с грижата за бедните и бездомните. След известно време напълно изоставя рисуването и се посвещава изцяло на бедните. Живее в градския приют заедно с бездомните. Противопоставя се на милостинята, която според него не е истинска помощ, а начин богатите да успокоят съвестта си.
На 25 август 1887 г. в Лоретанския параклис на Църквата на Отците Капуцини Адам Хмельовски облича сивото расо и оттогава е известен като брат Алберт. Обет дава година по-късно, на 25 август 1888 г. Поставя началото на създадената от него Конгрегация на Братята Албертини. През 1891 г. създава Конгрегация на Сестрите Албертинки. Ръководи приют в Краков, в който живее заедно с бедните. С времето възникват нови средища в Лвов, Тарнов, Закопане.

### Последни мигове
Разболява се от рак на стомаха. На 23 декември 1916 г. приема тайнството елеосвещение. Умира на 25 декември на 70-годишна възраст. Погребан е на гробищния парк „Раковицки“.
„За изключителни заслуги в освободителните действия и в социалната сфера“ на 10 ноември 1938 г. президентът Игнаци Мошчицки посмъртно го удостоява с Ордена на възродена Полша.

## Култ

### Беатификация и канонизация
На 15 септември 1932 г. е направена ексхумация на останките на Хмельовски и отново са положени в метален ковчег. След приключването на войната, през 1946 г., кардинал Адам Сапеха започва информационен процес, който трае до 1950 г. По време на процеса на 31 май 1949 г. отново са ексхумирани останките на Брат Алберт и са поставени в църквата Босите кармелити. На 15 септември 1967 г. кардинал Карол Войтила започва апостолски процес, а през януари 1977 г. папа Павел VI издава декрет за героичните добродетели на бъдещия светец. На 22 юни 1983 г. по време на света литургия в Блоня Краковске Св. Папа Йоан Павел II провъзгласява Брат Алберт Хмельовски за блажен, а на 12 ноември 1989 г., по време на канонизация в Рим – за светец. Неговите тленни останки сега се намират под олтара в Sanktuarium Ecce Homo św. Brata Alberta в Продник Червони в Краков.

### Чествания
В литургичния календар за полския диоцез задължителното литургично споменаване на Св. Алберт Хмельовски, е на 17 юни (в сосновския диоцез, на който е главен патрон, това честване е с тържествен характер).

### Патрон
- Патрон на Гимназия номер 13 в Краков;
- Патрон на гимназия в Жабница;
- През 1981 г. възниква Помощна организация на името на Свети Брат Алберт насочена предимно към бездомни и хора с риск от социална изолация;
- През 1987 г. е създадена Фондация Брат Алберт;
- От 1999 г. Свети Брат Алберт Хмельовски е патрон на град Пулави;
- Също така е главен патрон на Сосновски диоцез (от неговото създаване през 1992 г.);
- Патрон на гимназията в Гдув;
- Патрон на основно училище в Нарол;
- Патрон на гимназия в Иголомия;
- Патрон на основно училище в Чехувка

## Леон Вичулковски за Брат Алберт
Когато започва процесът по беатификация, Вичулковски е помолен да нарисува образа на светеца. Картината не е завършена, за което свидетелства лявата ръка на светеца. Картината се намира в дома на Братята Албертини в Краков.

## Брат Алберт в литературата
- Стефан Жеромски като пише романа Борба със Сатаната черпи вдъхновение от идеята на Брат Алберт за обител на Сестрите Албертинки на закопанските Калатувки;
- Брат Алберт е герой на драмата на Карол Войтила – Братът на нашия Бог;
- Беата Обертинска – стихотворение Брат Алберт;
- Марек Солтишик – Знак за любов. Разказ за Свети Брат Алберт (2005);
- Марила Волска – стихотворение Брат Алберт.